# Clipping (afbeelding)
Clipping ('afsnijden', 'afkappen') in de context van computergraphics is het selectief weergeven van grafische data. Voorbeelden zijn het weglaten van pixels buiten het zichtbare venster bij 2D computergraphics, of het weglaten van pixels die zich achter een ander object bevinden bij 3D computergraphics.